# زاروبينو (نوفغورود)
زاروبينو (بالروسية: Зарубино) هي مدينة في مقاطعة نوفغورود أوبلاست في روسيا.
يبلغ عدد سكانها حوالي 1551 نسمة.